# Lukovčak
Lukovčak is een plaats in de gemeente Đurmanec in de Kroatische provincie Krapina-Zagorje. De plaats telt 229 inwoners (2001).